# چشمه‌باغ
چشمه‌باغ، روستایی از توابع بخش مرکزی شهرستان کرمانشاه در استان کرمانشاه ایران است.

## جمعیت
این روستا در دهستان میان‌دربند قرار دارد و بر پایه سرشماری مرکز آمار ایران در سال ۱۳۸۵، جمعیت آن ۲۸۰ نفر (۶۴خانوار) بوده‌است.